# Pagaronia protecta
Pagaronia protecta är en insektsart som beskrevs av Toyohi Okada 1978. Pagaronia protecta ingår i släktet Pagaronia och familjen dvärgstritar. Inga underarter finns listade i Catalogue of Life.